# Лукашевка (Курская область)
Лукашевка — деревня в Курчатовском районе Курской области. Входит в состав Дичнянского сельсовета.

## География
Деревня находится в бассейне реки Дичня (приток Сейма), в 38 км к юго-западу от Курска, в 5,5 км южнее районного центра — города Курчатов, в 6,5 км от центра сельсовета — Дичня.
Климат
Лукашевка, как и весь район, расположена в поясе умеренно континентального климата с тёплым летом и относительно тёплой зимой (Dfb в классификации Кёппена).

## Население
| 1939 | 2002 | 2010 |
| ---- | ---- | ---- |
| 1217 | ↘73  | ↗111 |

## Транспорт
Лукашевка находится в 2,5 км от автодороги регионального значения 38К-010 (М-2 «Крым» — Иванино), в 5 км от автодороги 38К-017 (Курск — Льгов — Рыльск — граница с Украиной), на автодороге межмуниципального значения 38Н-357 (38К-017 — Лукашевка), в 4,5 км от ближайшего ж/д остановочного пункта 428 км (линия Льгов I — Курск).